# İnci, Afşin
İnci là một xã thuộc huyện Afşin, tỉnh Kahramanmaraş, Thổ Nhĩ Kỳ. Dân số thời điểm năm 2010 là 118 người.